# Вебер, Александр Борисович
Александр Борисович Вебер (21 марта 1929, Москва — 28 июня 2024, Москва) — советский и российский учёный, социолог. Доктор исторических наук (1985), доцент, главный научный сотрудник Федерального научно-исследовательского социологического центра РАН. Являлся также сотрудником Горбачёв-Фонда, аппарата Президента СССР, Международного отдела ЦК КПСС, журнала «Проблемы мира и социализма», ИМЭМО АН СССР.

## Биография
Вырос в семье историка, преподавателя МГУ Б. Г. Вебера (1902—1984).
Окончил исторический факультет МГУ (1952). В 1952—1956 годах — учитель средней школы.
В 1956—1963 годах научный сотрудник ИМЭМО АН СССР, специализировался по социально-экономической истории Западной Европы в новейшее время. В 1963—1966 — редактор-консультант, заместитель заведующего отделом журнала «Проблемы мира и социализма».
В 1966—1990 годах консультант Международного отдела ЦК КПСС, специализировался на отношениях с западной социал-демократией и Социнтерном. В 1990—1991 годах сотрудничал в аппарате Президента СССР.
В 1992—2014 годах сотрудник Горбачев-Фонда. С 1996 года ведущий, главный научный сотрудник Института социологии РАН.
В 1956 году защитил кандидатскую диссертацию «Крестьянство и городские средние слои в послевоенной Германии (1945—1949)», в 1984 году — докторскую «Воздействие классовой борьбы пролетариата на социально-экономические процессы в условиях капитализма (середина XIX в. — 70-е гг. XX в.)». Научные интересы составляют: социально-экономические процессы, рабочее и социал-демократическое движение, социальные проблемы рыночной экономики, глобальные проблемы современности.
Умер 28 июня 2024 года в Москве.

## Основные работы
Автор более 200 научных работ, в частности монографий. Публиковался в журналах «Социологическая наука и социальная практика», «Век глобализации». Редактор и соавтор книги «Городские средние слои при капитализме» (М., 1963).
Монографии
- «Классовая структура общества в Западной Германии» (М.: Изд-во Академии наук СССР, 1961)
- «Классовая борьба и капитализм. Рабочее и профсоюзное движение как фактор социально-экономического развития, XIX—XX вв.» (М.: Наука, 1986)
- «Устойчивое развитие как социальная проблема (глобальный контекст и российская ситуация)» (М., 1999)
- «Рынок и общество: Экономическое и социальное в общественных процессах» (М.: Либроком, 2012)[6]